# Pot ob reki Iški »Okljuk«
Pot ob reki Iški - Okljuk je naravoslovna učna pot, ki poskuša obiskovalca seznaniti z značilnostmi reke Iške od izhoda iz soteske Iški Vintgar do izliva v Ljubljanico oziroma naselja Lipe.
Simbol poti je maskota Okljukec, ki simbolno ponazarja vse naravne elemente reke in okolice skozi katero teče.

## Opis poti
Pot ob Iški je dolga 13 km in jo je možno prehoditi v 4 do 5 urah odvisno od tega, s koliko zanimivostmi se obiskovalec želi seznaniti, je pa zelo primerna tudi za kolesarjenje. Poteka praktično po povsem ravninskem terenu. Začetek poti je v Iškem Vintgarju in konec v naselju Lipe ali obratno. V obeh primerih sta dostopni točki dosegljivi z avtobusom mestnega prometa 19I oziroma 19B.
Pot je opremljena z 11 informativnimi tablami s pomenljivimi naslovi:
- Krajinski park Ljubljansko barje - širši pogled na območje krajinskega parka.
- Pot ob reki Iški - "Okljuk" - predstavitev poti oziroma reke, ki teče skozi tri značilna območja: divji vintgar, rodovitni vršaj in močvirno Ljubljansko barje.
- Divji vintgar - nastanek soteske vintgarja.
- Skrivnosti zaledja Iške - kraški pojavi, zaledje in poseljenost, rastlinstvo, varovalni gozd.
- Iški daljnovod - raba vodne energije, žagarstvo, mlinarstvo.
- Iška se predstavi - nekaj podatkov o reki, vremenska in hidrološka postaja.
- Pahljača je nasuta - nastanek vršaja.
- Razkošje pitne vode - pridobivanje pitne vode.
- V kanal! - zgodovina nastanka današnjega poteka reke.
- Morost - vse o šoti.
- Žitnica Habsburške monarhije? - poplave, osuševanje barja, kmetijstvo.

## Dodatne učne vsebine
Učna pot Iška - Okljuk ima tudi dodatne učne vsebine, posebej zanimive za šolsko mladino in so prilagojene za različne starostne skupine.

### Nagradna igra
Na vsaki informativni tabli je postavljeno nagradno vprašanje, ki ima za rezultat eno črko končnega gesla, ki je rešitev kviza. Za pravilno rešitev poslano na upravo Krajinskega parka Ljubljansko barje se dobi nagrada.

### E - lekcije
Učno pot dopolnjujejo E-lekcije, ki so na razpolago za učenje in reševanje nalog na spletni strani Krajinskega parka. Vsebine lekcij so razdeljene na tri področja in sicer:
- Žagamo in meljemo (za starostno skupni učencev od 7 do 10 let)
- Od izvira do pipe (za starostno skupni učencev od 11 do 14 let)
- Trojnost reke Iške (za dijake od 15 let dalje in vse ostale ljubitelje reševanja tovrstnih nalog)

### Barjanska banka
Barjanska banka je spletni portal, kjer lahko obiskovalci najdejo več kot 50 terenskih nalog. Te si pred odhodom na pot pripravijo oziroma natisnejo. Na ta način se lahko bolje spozna procese v pokrajini in jih tudi lažje razume.